# Nati il 20 settembre
| Questa pagina contiene informazioni ricavate automaticamente dalle voci biografiche con l'ausilio del template Bio e di un bot. L'aggiornamento è periodico e automatico e ricostruisce completamente la pagina. Se manca una persona in questa lista, sei pregato di non aggiungerla, ma accertati piuttosto che la sua voce biografica contenga il template Bio e che i dati anagrafici siano correttamente compilati. Se il template Bio manca, inseriscilo tu stesso o, in alternativa, metti l'avviso {{tmp\|Bio}} che ne segnala la mancanza. Se i dati riportati sono sbagliati, correggi direttamente la voce biografica; le modifiche saranno visibili in questa lista entro pochi giorni. Per chiarimenti vedi il progetto biografie. La lista contiene solo le 1.222 persone che sono citate nell'enciclopedia e per le quali è stato implementato correttamente il template Bio. Pagina aggiornata al 13 ago 2025. |

## IX secolo(1)
- 835 - Ahmad ibn Tulun, emiro turco († 884)

## XII secolo(1)
- 1141 - Takakura, imperatore giapponese († 1181)

## XIV secolo(1)
- 1389 - Lucrezia Ordelaffi, nobile italiana († 1404)

## XV secolo(2)
- 1449 - Filippo I di Hanau-Münzenberg, conte tedesco († 1500)
- 1486 - Arturo Tudor, principe britannico († 1502)

## XVI secolo(8)
- 1503 - Andrzej Frycz Modrzewski, filosofo, teologo e scrittore polacco († 1572)
- 1504 - Filippo III di Nassau-Weilburg, nobile tedesco († 1559)
- 1514 - Filippo IV di Hanau-Lichtenberg, tedesco († 1590)
- 1545 - Yamanaka Yukimori, militare giapponese († 1578)
- 1552 - Diane de Dommartin, nobile francese († 1625)
- 1595 - Luigi Pappacoda, vescovo cattolico italiano († 1670)
- 1596 - Antonio Marenzi, vescovo cattolico italiano († 1662)
- 1599 - Cristiano di Brunswick, condottiero e vescovo luterano tedesco († 1626)

## XVII secolo(20)
- 1608 - Luis de Benavides Carrillo, generale e politico spagnolo († 1668)
- 1608 - Jean-Jacques Olier, presbitero francese († 1657)
- 1613 - Jean-François Paul de Gondi, cardinale, arcivescovo cattolico e scrittore francese († 1679)
- 1614 - Martino Martini, gesuita, storico e geografo italiano († 1661)
- 1615 - Giovanni Adolfo I di Schwarzenberg, nobile († 1683)
- 1615 - Giambattista Spinola, cardinale e arcivescovo cattolico italiano († 1704)
- 1617 - Girolamo Maria Caracciolo, militare italiano († 1662)
- 1619 - Sofia Elisabetta di Schleswig-Holstein, contessa danese († 1657)
- 1638 - Antonio Gherardi, pittore e architetto italiano († 1702)
- 1663 - Pirro Albergati, compositore italiano († 1735)
- 1663 - Federico Guglielmo di Hohenzollern-Hechingen, principe († 1735)
- 1674 - Eustachio Manfredi, matematico, astronomo e poeta italiano († 1739)
- 1678 - Matthäus Seutter, cartografo tedesco († 1757)
- 1680 - Pierre François Biancolelli, attore teatrale, commediografo e ballerino italiano († 1734)
- 1685 - Giuseppe Matteo Alberti, compositore italiano († 1751)
- 1689 - Santolo Cirillo, pittore italiano († 1755)
- 1691 - Giovanni Francesco Crivelli, matematico e religioso italiano († 1743)
- 1695 - Johann Lorenz Bach, organista e compositore tedesco († 1773)
- 1697 - Niccolò Pintucci, pittore italiano († 1770)
- 1700 - Vittorio Federico di Anhalt-Bernburg, principe tedesco († 1765)

## XVIII secolo(40)
- 1702 - Francesco Serao, medico, fisico e geologo italiano († 1783)
- 1708 - Eustachio Ignazio Capizzi, presbitero, scrittore e teologo italiano († 1783)
- 1711 - Federico Augusto I di Oldenburg, sovrano tedesco († 1785)
- 1721 - Ernst Heinrich Abel, pittore tedesco († 1787)
- 1727 - Mateo de Toro Zambrano, generale spagnolo († 1811)
- 1728 - Nicolò Angelo Sagredo, arcivescovo cattolico italiano († 1804)
- 1730 - Carlo Borromeo del Liechtenstein, generale austriaco († 1789)
- 1736 - Domenico Provenzani, pittore italiano († 1794)
- 1738 - Václav Norbert Brixi, compositore e organista ceco († 1803)
- 1739 - Dar'ja Petrovna Černyšëva, nobildonna russa († 1802)
- 1739 - Nicolas de Launay, incisore francese († 1792)
- 1746 - Maurice-Auguste Beniowski, avventuriero, ufficiale e esploratore ungherese († 1786)
- 1748 - Benjamin Goodhue, politico statunitense († 1814)
- 1748 - Maria Aurora di Sassonia, francese († 1821)
- 1752 - Luisa di Stolberg-Gedern, nobile tedesca († 1824)
- 1754 - Diego Naselli, ammiraglio e politico italiano († 1832)
- 1758 - Jean-Jacques Dessalines, militare e politico haitiano († 1806)
- 1760 - Henriette Baranius, soprano e attrice tedesca († 1853)
- 1761 - Pierre-René Choudieu, politico, generale e rivoluzionario francese († 1838)
- 1761 - Eustachio Degola, scrittore, presbitero e teologo italiano († 1826)
- 1761 - Bartolomeo Ravenna, scrittore e storico italiano († 1837)
- 1765 - Louis Lepic, generale francese († 1827)
- 1768 - Charlotte Gordon, nobildonna britannica († 1842)
- 1768 - Luigi Orelli, architetto italiano († 1845)
- 1771 - Gaetano Cattaneo, numismatico e poeta italiano († 1841)
- 1772 - Aleksandr Michajlovič Golicyn, politico russo († 1821)
- 1775 - François-Pierre Chaumeton, farmacista, botanico e medico francese († 1819)
- 1776 - Matteo Ravnikar, vescovo cattolico, educatore e scrittore sloveno († 1845)
- 1777 - Elisabetta Gafforini, cantante lirica e mezzosoprano italiana († 1847)
- 1777 - Giuseppe Mancini, arcivescovo cattolico italiano († 1855)
- 1778 - Fabian Gottlieb von Bellingshausen, esploratore e militare russo († 1852)
- 1778 - Adolf Friedrich Karl Streckfuss, poeta e traduttore tedesco († 1844)
- 1778 - Giuseppe Viglezzi, archivista italiano († 1851)
- 1779 - Pietro Vimercati, mandolinista e compositore italiano († 1850)
- 1780 - Giuseppe Albini, ammiraglio e politico italiano († 1859)
- 1781 - Cataldo Jannelli, presbitero, filosofo e archeologo italiano († 1848)
- 1786 - Franz Passow, filologo classico, grecista e lessicografo tedesco († 1833)
- 1789 - Giorgio II di Waldeck e Pyrmont, sovrano tedesco († 1845)
- 1790 - Catherine Crowe, scrittrice britannica († 1872)
- 1799 - Edward Calvert, pittore, disegnatore e incisore inglese († 1883)

## XIX secolo(185)
- 1801 - Alphons Seraph von Porcia, nobile e politico italiano († 1876)
- 1802 - Luigi Augusto di Anhalt-Köthen, sovrano († 1818)
- 1803 - François Buloz, regista teatrale, scrittore e editore francese († 1877)
- 1803 - Władysław Hieronim Sanguszko, politico polacco († 1870)
- 1805 - Filippo Civinini, medico e anatomista italiano († 1844)
- 1805 - Livio Odescalchi, V principe Odescalchi, nobile italiano († 1885)
- 1807 - Giovanni Domenico Ruffini, scrittore e patriota italiano († 1881)
- 1809 - Nestor Vasil'evič Kukol'nik, scrittore e drammaturgo russo († 1868)
- 1809 - Sterling Price, avvocato, politico e generale statunitense († 1867)
- 1811 - Matteo Eustachio Gonella, cardinale e arcivescovo cattolico italiano († 1870)
- 1811 - Orso Serra, politico italiano († 1882)
- 1812 - Giovan Battista Albini, ammiraglio italiano († 1876)
- 1812 - Jacques Félix Auguste Lepic, generale francese († 1868)
- 1814 - Charles Gaillardot, botanico e medico francese († 1883)
- 1814 - George Murray, VI duca di Atholl, nobile scozzese († 1864)
- 1819 - Théodore Chassériau, pittore francese († 1856)
- 1820 - Gaetano Marzotto, imprenditore e politico italiano († 1910)
- 1820 - John Fulton Reynolds, generale statunitense († 1863)
- 1821 - Auguste Pomel, botanico, paleontologo e geologo francese († 1898)
- 1822 - August Krönig, chimico e fisico tedesco († 1879)
- 1822 - Peter Mitterhofer, artigiano austriaco († 1893)
- 1823 - Michele Lessona, zoologo, scrittore e politico italiano († 1894)
- 1828 - Domenico Trigona di Sant'Elia, nobile e politico italiano († 1906)
- 1830 - Antonio Berti, pittore italiano († 1912)
- 1830 - Edward James Reed, ingegnere navale, scrittore e politico inglese († 1906)
- 1830 - Yoshida Shōin, rivoluzionario e educatore giapponese († 1859)
- 1831 - Marianne Adelaide Hedwig Dohm, scrittrice tedesca († 1919)
- 1832 - Johann Joseph Abert, compositore, direttore d'orchestra e contrabbassista tedesco († 1915)
- 1832 - Frederick Aiken, avvocato, giornalista e militare statunitense († 1878)
- 1832 - Nikolaj Pavlovič Grabbe, generale russo († 1896)
- 1832 - Nicola Guglielmo di Nassau, principe olandese († 1905)
- 1833 - Ernesto Teodoro Moneta, giornalista e patriota italiano († 1918)
- 1834 - Gaetano Camillo Guindani, vescovo cattolico italiano († 1904)
- 1834 - Maria Francesca del Liechtenstein, principessa austriaca († 1909)
- 1835 - Ottmar Hofmann, medico e entomologo tedesco († 1900)
- 1835 - Lindoro Mascitelli, politico italiano († 1897)
- 1839 - Cecilia di Baden, principessa († 1891)
- 1839 - Luigi Perla, patriota e militare italiano († 1871)
- 1840 - Theophil Noack, zoologo e insegnante tedesco († 1918)
- 1841 - Giovanni Battista Casalini, politico italiano († 1923)
- 1841 - Emilio Consiglio, poeta, scrittore e giornalista italiano († 1905)
- 1842 - James Dewar, fisico e chimico britannico († 1923)
- 1842 - Diomede Falconio, cardinale e arcivescovo cattolico italiano († 1917)
- 1842 - Charles Lapworth, geologo britannico († 1920)
- 1842 - Eudoxe-Irénée-Edouard Mignot, arcivescovo cattolico francese († 1918)
- 1843 - Julius Lessing, storico dell'arte tedesco († 1908)
- 1843 - Angelo Muratori, patriota, politico e avvocato italiano († 1918)
- 1843 - Nikolaj Aleksandrovič Romanov, nobile russo († 1865)
- 1844 - Mary Foster, filantropa statunitense († 1930)
- 1844 - Domizio Panini, ingegnere italiano († 1909)
- 1846 - Luigi Boffi, architetto italiano († 1904)
- 1848 - Friedrich Soennecken, inventore e imprenditore tedesco († 1919)
- 1849 - Alexander Rhind, calciatore scozzese († 1922)
- 1849 - Giuseppe Ricca Salerno, economista italiano († 1912)
- 1849 - Ekaterina Pavlovna Vjazemskaja, nobildonna russa († 1929)
- 1851 - Henry Arthur Jones, drammaturgo inglese († 1929)
- 1851 - Henry Stephens Salt, attivista, saggista e docente inglese († 1939)
- 1852 - Maria Crocifissa Cosulich, religiosa italiana († 1922)
- 1852 - Édouard Louis Joseph Empain, imprenditore e egittologo belga († 1929)
- 1853 - Chulalongkorn, sovrano siamese († 1910)
- 1854 - Ruggero Berlam, architetto, museologo e politico italiano († 1920)
- 1855 - Arnold Netter, medico, igienista e pediatra francese († 1936)
- 1855 - Piero Strozzi, nobile e politico italiano († 1907)
- 1856 - Ferdinand Dierkens, architetto belga († 1936)
- 1857 - Antoine de Mitry, generale francese († 1924)
- 1858 - Francesco Buonanno, imprenditore, dirigente d'azienda e politico italiano († 1940)
- 1859 - Cyriel Buysse, scrittore belga († 1932)
- 1859 - Angelo Marchesan, religioso, storico e letterato italiano († 1932)
- 1859 - Domenico Trentacoste, scultore italiano († 1933)
- 1860 - James Gillett, politico statunitense († 1937)
- 1860 - Eliza Osgood Vanderbilt, filantropa statunitense († 1936)
- 1860 - Carlo Somigliana, matematico e fisico italiano († 1955)
- 1861 - Dark Cloud, attore cinematografico nativo americano († 1918)
- 1861 - Carl Trägårdh, pittore svedese († 1899)
- 1862 - Frederick T. Haneman, scrittore statunitense († 1950)
- 1862 - Eustaquio Ilundáin y Esteban, cardinale e arcivescovo cattolico spagnolo († 1937)
- 1862 - Robert A. King, compositore e paroliere statunitense († 1932)
- 1862 - Luigi Paulini, vescovo cattolico italiano († 1945)
- 1862 - Christopher de Paus, collezionista d'arte e filantropo norvegese († 1943)
- 1862 - Arnaldo Zocchi, scultore italiano († 1940)
- 1863 - Andrew Amos, calciatore inglese († 1931)
- 1864 - Pietro Bilancini, poeta e critico letterario italiano († 1895)
- 1864 - Robert Seymour Conway, filologo classico e glottologo britannico († 1933)
- 1865 - Luigi Bonelli, arabista, iranista e turcologo italiano († 1947)
- 1865 - Angelo Solerti, critico letterario italiano († 1907)
- 1866 - George Coșbuc, scrittore romeno († 1918)
- 1866 - Gustave Doret, compositore, direttore d'orchestra e critico musicale svizzero († 1943)
- 1866 - Ferdinand Lot, medievista francese († 1952)
- 1869 - Marcel Cachin, politico francese († 1958)
- 1869 - Giovanni Patroni, archeologo italiano († 1951)
- 1870 - Thomas Wayland Vaughan, geologo e oceanografo statunitense († 1952)
- 1870 - Giovanni Zibordi, politico e giornalista italiano († 1943)
- 1872 - Maurice Gamelin, generale francese († 1958)
- 1872 - Sidney Olcott, produttore cinematografico, regista e attore canadese († 1949)
- 1873 - Enrico Fruch, poeta italiano († 1932)
- 1873 - Ferenc Szisz, pilota automobilistico ungherese († 1944)
- 1873 - Robert Wrenn, tennista statunitense († 1925)
- 1873 - Lulu von Strauß und Torney, scrittrice tedesca († 1956)
- 1875 - Matthias Erzberger, politico, diplomatico e saggista tedesco († 1921)
- 1876 - Ferdinando De Cinque, politico e avvocato italiano († 1950)
- 1877 - Francesco Sacco, generale e politico italiano († 1958)
- 1878 - Francisco Lagos Cházaro, politico messicano († 1932)
- 1878 - Antonio Misceo, sindacalista italiano († 1960)
- 1878 - Raghunathrao Shankarrao Gandekar, principe indiano († 1951)
- 1878 - Upton Sinclair, scrittore, saggista e giornalista statunitense († 1968)
- 1879 - Oreste Salomone, aviatore e militare italiano († 1918)
- 1879 - Victor Sjöström, regista, attore e sceneggiatore svedese († 1960)
- 1880 - Jimmy Bannister, calciatore inglese († 1953)
- 1880 - Ugo Cavallero, generale e politico italiano († 1943)
- 1880 - Emilio Chiocchetti, filosofo e francescano italiano († 1951)
- 1880 - Elizabeth Kenny, infermiera australiana († 1952)
- 1880 - Ildebrando Pizzetti, compositore, musicologo e critico musicale italiano († 1968)
- 1880 - Louise Preslar, serial killer statunitense († 1947)
- 1880 - Nazario Sauro, comandante marittimo e patriota italiano († 1916)
- 1880 - Voijslav Tankosić, militare e rivoluzionario serbo († 1915)
- 1880 - Çerçiz Topulli, patriota, scrittore e politico albanese († 1915)
- 1881 - Renée Deliot, sceneggiatrice e produttrice cinematografica francese († 1960)
- 1881 - Antti Hackzell, politico finlandese († 1946)
- 1881 - Guglielmo Reggiani, allenatore di calcio e dirigente sportivo italiano († 1968)
- 1882 - Ossip Bernstein, scacchista ucraino († 1962)
- 1882 - Luis Pardo, militare, diplomatico e esploratore cileno († 1935)
- 1882 - Jenő Rátz, generale ungherese († 1952)
- 1883 - Robert Leavitt, ostacolista statunitense († 1954)
- 1883 - Manlio Molfese, militare e aviatore italiano († 1969)
- 1884 - Maxwell Perkins, editore statunitense († 1947)
- 1885 - Éva Gauthier, mezzosoprano e cantante canadese († 1958)
- 1885 - Guido Lospinoso, poliziotto e diplomatico italiano († 1973)
- 1885 - Enrico Mizzi, politico maltese († 1950)
- 1885 - Mario Palanti, architetto italiano († 1978)
- 1886 - Zacharie Baton, calciatore francese († 1925)
- 1886 - Cecilia di Meclemburgo-Schwerin, principessa tedesca († 1954)
- 1886 - Charles Williams, scrittore e poeta inglese († 1945)
- 1887 - Francisco Gómez de Santiago, vescovo cattolico e missionario spagnolo († 1962)
- 1887 - Ugo Tarchi, architetto e storico dell'arte italiano († 1978)
- 1888 - Antonio Allocchio, schermidore italiano († 1956)
- 1888 - Karl Jäger, militare svizzero († 1959)
- 1888 - John Painter, supercentenario statunitense († 2001)
- 1888 - Eugen Wiskovský, fotografo, insegnante e editore ceco († 1964)
- 1889 - Angelo De Santis, storico e bibliotecario italiano († 1981)
- 1889 - Ettore Laiolo, militare italiano († 1917)
- 1889 - Rudolf Pfeiffer, filologo classico e grecista tedesco († 1979)
- 1889 - Charles Reidpath, velocista statunitense († 1975)
- 1890 - Gabriella Besanzoni, contralto e mezzosoprano italiano († 1962)
- 1890 - Hans Hoyer, militare e aviatore tedesco († 1917)
- 1890 - Jelly Roll Morton, pianista e compositore statunitense († 1941)
- 1890 - Kathleen Parlow, violinista e insegnante canadese († 1963)
- 1891 - Oscar Forel, psichiatra svizzero († 1982)
- 1891 - Toshinosuke Ichimaru, ammiraglio e aviatore giapponese († 1945)
- 1891 - Tadeusz Lehr-Spławiński, slavista polacco († 1965)
- 1891 - Pasquale Lissone, calciatore italiano († 1962)
- 1891 - Frank R. Strayer, regista statunitense († 1964)
- 1892 - Patricia Collinge, attrice irlandese († 1974)
- 1892 - Marij Kogoj, compositore jugoslavo († 1956)
- 1892 - Pietro Parigi, incisore italiano († 1990)
- 1893 - Hermann Lux, calciatore tedesco († 1962)
- 1893 - Jimmy McStay, allenatore di calcio e calciatore scozzese († 1974)
- 1893 - Hans Scharoun, architetto tedesco († 1972)
- 1893 - Nicola Vaccaro, politico e avvocato italiano († 1966)
- 1894 - Chuck Dressen, giocatore di football americano, giocatore di baseball e allenatore di baseball statunitense († 1966)
- 1894 - Gladwyn Kingsley Noble, zoologo statunitense († 1940)
- 1895 - Lamberto Gerani, militare italiano († 1965)
- 1895 - Paul Howard, sassofonista e clarinettista statunitense († 1980)
- 1895 - Vilém Loos, hockeista su ghiaccio e calciatore ceco († 1942)
- 1895 - Tommy Lucas, calciatore inglese († 1953)
- 1895 - Karel Pešek, calciatore e hockeista su ghiaccio cecoslovacco († 1970)
- 1895 - Luigi Pirovano, calciatore italiano († 1923)
- 1896 - Einar Gundersen, calciatore norvegese († 1962)
- 1896 - Elliott Nugent, regista, attore e sceneggiatore statunitense († 1980)
- 1896 - Friedrich Sämisch, scacchista tedesco († 1975)
- 1896 - Tommy Smart, calciatore inglese († 1968)
- 1897 - Arturo Barea, scrittore, saggista e giornalista spagnolo († 1957)
- 1897 - Humberto de Alencar Castelo Branco, generale e politico brasiliano († 1967)
- 1897 - Jefim Golyscheff, pittore, compositore e musicista ucraino († 1970)
- 1897 - Kermit Maynard, attore statunitense († 1971)
- 1898 - Josefa Llanes Escoda, attivista filippina († 1945)
- 1898 - Norman Z. McLeod, regista e sceneggiatore statunitense († 1964)
- 1898 - Ludwig Schneider, politico tedesco († 1978)
- 1899 - Ghitta Carell, fotografa ungherese († 1972)
- 1899 - Salvatore Correnti, matematico italiano († 1948)
- 1899 - Hella Katz, fotografa austriaca († 1981)
- 1899 - Leo Strauss, filosofo tedesco († 1973)
- 1900 - Rae Foley, scrittrice statunitense († 1978)
- 1900 - Joachim Jeremias, teologo e orientalista tedesco († 1979)
- 1900 - Nikolaj Vladimirovič Timofeev-Resovskij, genetista russo († 1981)
- 1900 - Willem Visser 't Hooft, partigiano e teologo olandese († 1985)

## XX secolo(939)
- 1901 - Tomás Adolfo Ducó, militare, dirigente sportivo e giornalista argentino († 1964)
- 1902 - Vladimír Clementis, politico slovacco († 1952)
- 1902 - Nunzio Filogamo, conduttore radiofonico, conduttore televisivo e attore italiano († 2002)
- 1902 - Vasilij Pavlovič Mžavanadze, politico sovietico († 1988)
- 1902 - Stevie Smith, poetessa e scrittrice inglese († 1971)
- 1902 - Adrienne von Speyr, mistica, medico e scrittrice svizzera († 1967)
- 1902 - Cesare Zavattini, sceneggiatore, giornalista e commediografo italiano († 1989)
- 1903 - Gertrud Arndt, fotografa e designer tedesca († 2000)
- 1903 - Natallja Arsenneva, poetessa, traduttrice e drammaturga bielorussa († 1997)
- 1903 - Joseph Breitbach, scrittore tedesco († 1980)
- 1903 - Alexandre Deulofeu, politico e filosofo spagnolo († 1978)
- 1903 - Pietro Gerace, calciatore italiano († 1973)
- 1903 - Willy Schärer, mezzofondista svizzero († 1982)
- 1904 - Umberto Baldini, fantino italiano († 1982)
- 1904 - Otto Imhof, calciatore svizzero († 1986)
- 1904 - Joseph Kaucsar, calciatore rumeno († 1986)
- 1904 - Umberto Lusena, militare e partigiano italiano († 1944)
- 1904 - Zdenko Škreb, storico della letteratura croato († 1985)
- 1905 - Leland Benham, attore statunitense († 1976)
- 1905 - Carlo Bonacina, pittore e incisore italiano († 2001)
- 1905 - Walter Dick, calciatore scozzese († 1989)
- 1905 - Walter Grabmann, generale tedesco († 1992)
- 1905 - Federico Nitti, medico, farmacologo e antifascista italiano († 1947)
- 1905 - Fritz Schmitt, alpinista, scrittore e editore tedesco († 1986)
- 1905 - Luciano Vezzani, calciatore italiano († 1992)
- 1906 - Jean Dréville, regista francese († 1997)
- 1906 - Giuseppe Fatigati, montatore, produttore cinematografico e regista italiano († 1975)
- 1906 - Russell Metty, direttore della fotografia statunitense († 1978)
- 1906 - Stuart Milner-Barry, scacchista e crittografo britannico († 1995)
- 1907 - Nicolaus von Below, aviatore tedesco († 1983)
- 1907 - Nicola Cariota Ferrara, politico e avvocato italiano († 1972)
- 1907 - Adamo Grilli, radiologo italiano († 1989)
- 1907 - Antoine Pierre Khoraiche, cardinale libanese († 1994)
- 1907 - Harry Litwack, cestista e allenatore di pallacanestro statunitense († 1999)
- 1908 - Adalbert Boroș, arcivescovo cattolico rumeno († 2003)
- 1908 - Carolus Cergoly, poeta e giornalista italiano († 1987)
- 1908 - Arsène Heitz, pittore francese († 1989)
- 1908 - Charles Holland, pistard e ciclista su strada britannico († 1989)
- 1908 - Alexander Mitscherlich, psicologo tedesco († 1982)
- 1908 - Vazgen I, vescovo cristiano orientale armeno († 1994)
- 1909 - Karl Kreutz, militare tedesco († 1997)
- 1909 - Francis Makarskis, calciatore lettone († 1985)
- 1909 - Felice Menghini, presbitero, poeta e scrittore svizzero († 1947)
- 1910 - Tullia Gasparrini Leporace, bibliotecaria italiana († 1969)
- 1910 - He Zizhen, rivoluzionaria cinese († 1984)
- 1910 - Jacques Lebrun, velista francese († 1996)
- 1910 - Reidar Olsen, calciatore norvegese († 1997)
- 1910 - Raffaele Sansone, allenatore di calcio e calciatore uruguaiano († 1994)
- 1910 - Dorothy Vaughan, matematica e programmatrice statunitense († 2008)
- 1911 - Frank De Vol, compositore statunitense († 1999)
- 1911 - Ralph Greenson, psichiatra e psicoanalista statunitense († 1979)
- 1911 - Þorsteinn Hjálmarsson, pallanuotista islandese († 1984)
- 1911 - Alfred Naujocks, militare tedesco († 1966)
- 1912 - Almiro Bergamo, canottiere italiano († 1994)
- 1912 - Bengt Ljungquist, schermidore e cavaliere svedese († 1979)
- 1912 - Edmond Novicki, calciatore francese († 1967)
- 1912 - Ján Nálepka, ufficiale e partigiano slovacco († 1943)
- 1912 - Aladdin Pallante, violinista e attore statunitense († 1970)
- 1912 - Vittorio Torti, calciatore italiano
- 1912 - Georg Umbenhauer, ciclista su strada e pistard tedesco († 1970)
- 1913 - John Collins, chitarrista statunitense († 2001)
- 1913 - Herbert Hagen, militare e criminale di guerra tedesco († 1999)
- 1913 - Aldo Natoli, politico e antifascista italiano († 2010)
- 1913 - Francesco Patti, ciclista su strada italiano († 2004)
- 1913 - Sidney Dillon Ripley, ornitologo statunitense († 2001)
- 1914 - Giovanni Gaddoni, calciatore italiano († 2000)
- 1914 - Marcel Kint, ciclista su strada, pistard e dirigente sportivo belga († 2002)
- 1914 - Franco Levi, ingegnere italiano († 2009)
- 1914 - Kenneth More, attore britannico († 1982)
- 1914 - Giuseppe Pende, pittore e scultore italiano († 2001)
- 1915 - Malik Meraj Khalid, politico pakistano († 2003)
- 1915 - Siegfried Powolny, pallamanista austriaco († 1944)
- 1915 - Bernie Price, cestista statunitense († 2002)
- 1916 - Pierre Boutang, filosofo, poeta e traduttore francese († 1998)
- 1916 - József Breznay, pittore ungherese († 2012)
- 1916 - Sal Carollo, attore statunitense († 2008)
- 1916 - Teri Náray, attrice ungherese († 1995)
- 1916 - Dante Paolo Regazzoni, liutaio italiano († 1999)
- 1916 - Johnny Townsend, cestista statunitense († 2001)
- 1917 - Red Auerbach, allenatore di pallacanestro e dirigente sportivo statunitense († 2006)
- 1917 - Fernando Rey, attore spagnolo († 1994)
- 1917 - Władysław Rubin, cardinale e vescovo cattolico polacco († 1990)
- 1917 - Clarice Taylor, attrice statunitense († 2011)
- 1917 - Obdulio Varela, calciatore uruguaiano († 1996)
- 1917 - René Weil, militare e aviatore francese († 1942)
- 1917 - Abd al-Latif Baghdadi, militare e politico egiziano († 1999)
- 1918 - Pino Camilleri, politico italiano († 1946)
- 1918 - Horace Gould, pilota di Formula 1 britannico († 1968)
- 1918 - George Mosse, storico tedesco († 1999)
- 1918 - Aldo Ronconi, ciclista su strada italiano († 2012)
- 1918 - Bjørn Wiinblad, artista e designer danese († 2006)
- 1919 - Elio Bertoni, calciatore italiano
- 1919 - Severino Feruglio, calciatore e allenatore di calcio italiano († 2012)
- 1919 - Frank McMahon, drammaturgo statunitense († 1984)
- 1919 - Matta El Meskin, monaco cristiano egiziano († 2006)
- 1920 - Hanns Cibulka, scrittore, poeta e giornalista tedesco († 2004)
- 1920 - Joe Guy, trombettista statunitense († 1962)
- 1920 - Josef Kalt, canottiere svizzero († 2012)
- 1920 - Angelo Lodi, scrittore italiano († 2008)
- 1920 - Joe Maca, calciatore belga († 1982)
- 1920 - Isidoro Pestarino, partigiano italiano († 1944)
- 1920 - Jay Ward, fumettista e autore televisivo statunitense († 1989)
- 1921 - Dan Barton, attore statunitense († 2009)
- 1921 - Virginia Belmont, attrice statunitense († 2014)
- 1921 - Chico Hamilton, batterista statunitense († 2013)
- 1921 - Kurt Knispel, militare tedesco († 1945)
- 1921 - Carlo Parola, allenatore di calcio e calciatore italiano († 2000)
- 1921 - Luigi Zanetti, ginnasta italiano († 2008)
- 1922 - Astolfo Benini, calciatore italiano
- 1922 - Dandolo Brondi, calciatore italiano
- 1922 - Giuseppe Comini, schermidore italiano († 2011)
- 1922 - Vladimir Vasil'evič Monachov, regista sovietico († 1983)
- 1922 - Lori Randi, attrice e cantante italiana († 2017)
- 1923 - Akkineni Nageswara Rao, attore e produttore cinematografico indiano († 2014)
- 1923 - Siria Betti, attrice italiana († 2011)
- 1923 - Stefan Božkov, calciatore e allenatore di calcio bulgaro († 2014)
- 1923 - Gino Fantin, giornalista italiano († 1997)
- 1923 - Evelyn McHale, statunitense († 1947)
- 1923 - Jun Negami, attore giapponese († 2005)
- 1923 - William Ryan, psicologo statunitense († 2002)
- 1924 - Jenő Csaknády, allenatore di calcio ungherese († 2001)
- 1924 - Alfo Ferrari, ciclista su strada italiano († 1998)
- 1924 - Exequiel Figueroa, cestista e allenatore di pallacanestro cileno († 2005)
- 1924 - Albert Marre, regista teatrale statunitense († 2012)
- 1925 - Claudio Bertieri, critico cinematografico e pubblicitario italiano († 2021)
- 1925 - Giordano Bruschi, partigiano, sindacalista e scrittore italiano
- 1925 - Bruno Ghezzani, ex calciatore italiano
- 1925 - Ananda Mahidol, sovrano thailandese († 1946)
- 1925 - Justo Gallego Martínez, monaco cristiano spagnolo († 2021)
- 1925 - Giulio Paggio, partigiano italiano († 2008)
- 1925 - Luciano Paolicchi, politico italiano († 2019)
- 1925 - Marco Vicario, attore, regista e sceneggiatore italiano († 2020)
- 1925 - Paul Wendkos, regista e produttore televisivo statunitense († 2009)
- 1926 - Noémia de Sousa, poetessa mozambicana († 2002)
- 1926 - Charles Bluhdorn, imprenditore e produttore cinematografico statunitense († 1983)
- 1926 - Mafalda Codan, insegnante italiana († 2013)
- 1926 - Shohachi Ishii, lottatore giapponese († 1980)
- 1926 - Libero Liberati, pilota motociclistico italiano († 1962)
- 1927 - Peter Borgelt, attore tedesco († 1994)
- 1927 - John Dankworth, sassofonista, musicista e compositore britannico († 2010)
- 1927 - Mara Del Rio, cantante e produttrice discografica italiana († 2019)
- 1927 - Red Mitchell, contrabbassista e compositore statunitense († 1992)
- 1927 - Rubén Pagliari, cestista argentino († 1987)
- 1927 - Rachel Roberts, attrice britannica († 1980)
- 1927 - Franco Rosi, calciatore, allenatore di calcio e dirigente sportivo italiano († 2019)
- 1928 - Břetislav Dolejší, calciatore cecoslovacco († 2010)
- 1928 - Olga Ferri, ballerina argentina († 2012)
- 1928 - Shirō Hashizume, nuotatore giapponese († 2023)
- 1928 - Gary Jennings, scrittore e giornalista statunitense († 1999)
- 1928 - Pietro Podestà, ex calciatore italiano
- 1928 - Juarez Teixeira, ex calciatore brasiliano
- 1928 - Jerzy Topolski, storico polacco († 1998)
- 1929 - Hans von Borsody, attore austriaco († 2013)
- 1929 - Henry Livings, commediografo e sceneggiatore britannico († 1998)
- 1929 - Anne Meara, attrice e comica statunitense († 2015)
- 1930 - Giancarlo Cazzaniga, pittore italiano († 2013)
- 1930 - Adolf Endler, scrittore, poeta e giornalista tedesco († 2009)
- 1930 - Richard Montague, matematico e filosofo statunitense († 1971)
- 1930 - Rudolf Pichler, calciatore austriaco († 2011)
- 1931 - Jan Bochenek, sollevatore polacco († 2011)
- 1931 - Franco Cesana, partigiano italiano († 1944)
- 1931 - Lellia Cracco Ruggini, storica italiana († 2021)
- 1931 - Haya Harareet, attrice e sceneggiatrice israeliana († 2021)
- 1931 - Stephan Ross, psicologo, insegnante e scrittore polacco († 2020)
- 1931 - Luciano Sassi, allenatore di calcio e calciatore italiano († 2011)
- 1932 - Joseph Barboza, mafioso statunitense († 1976)
- 1932 - Dany Carrel, attrice francese
- 1932 - Hiroshi Nakamura, pittore giapponese
- 1932 - Mario Veronesi, imprenditore e farmacista italiano († 2017)
- 1933 - Paolo Bianchini, regista e sceneggiatore italiano
- 1933 - Adela Gleijer, attrice uruguaiana
- 1933 - Dennis Viollet, allenatore di calcio e calciatore inglese († 1999)
- 1934 - Hamit Kaplan, lottatore turco († 1976)
- 1934 - Soke Kubota Takayuki, karateka e maestro di karate giapponese († 2024)
- 1934 - Sophia Loren, attrice italiana
- 1934 - Jeff Morris, attore e comico statunitense († 2004)
- 1934 - Mario Schifano, pittore e regista italiano († 1998)
- 1934 - Vincenzo Trantino, politico e avvocato italiano († 2024)
- 1935 - Newell Alexander, attore statunitense
- 1935 - Mohammad Ami-Tehrani, sollevatore iraniano († 2020)
- 1935 - Walter Eschweiler, ex arbitro di calcio tedesco
- 1935 - André Louis Fort, vescovo cattolico francese
- 1935 - William Hatcher, filosofo, matematico e educatore canadese († 2005)
- 1935 - David Kirkwood, pentatleta statunitense († 2012)
- 1935 - Orlando Peçanha, calciatore brasiliano († 2010)
- 1935 - David Pegg, calciatore inglese († 1958)
- 1935 - Keith Roberts, scrittore britannico († 2000)
- 1935 - Guido Roncarati, allenatore di calcio italiano
- 1935 - Nereo Svara, ostacolista italiano († 2024)
- 1935 - Jim Taylor, giocatore di football americano statunitense († 2018)
- 1936 - Tarcisio Andreolli, politico italiano
- 1936 - Andrew Davies, sceneggiatore e scrittore britannico
- 1936 - Franco Ferrucci, scrittore e traduttore italiano († 2010)
- 1936 - Salvador Reyes, calciatore messicano († 2012)
- 1936 - Ami Shelef, cestista israeliano († 1988)
- 1936 - Danilo Torriglia, calciatore italiano († 2016)
- 1937 - Gilles Cantagrel, musicologo, scrittore e insegnante francese
- 1937 - Mario Floris, politico e sindacalista italiano
- 1937 - Lazar Lemić, calciatore jugoslavo († 2014)
- 1937 - Monica Zetterlund, cantante e attrice svedese († 2005)
- 1937 - Arnold de Vos, poeta olandese († 2020)
- 1938 - Edison Ciavattone, ex cestista uruguaiano
- 1938 - George Hochbrueckner, politico statunitense
- 1938 - Pia Lindström, giornalista svedese
- 1938 - Luigi Zanzi, giurista e storico italiano († 2015)
- 1939 - Norma Gladys Cappagli, modella argentina († 2020)
- 1939 - Esther Gitman, scrittrice e storica statunitense
- 1939 - Sandro Joan, calciatore italiano († 2015)
- 1939 - Peter Radford, ex velocista britannico
- 1939 - Ryōzō Suzuki, ex calciatore giapponese
- 1940 - Tarō Asō, politico e ex tiratore a segno giapponese
- 1940 - Joseph J. DioGuardi, politico statunitense
- 1940 - William Finley, attore statunitense († 2012)
- 1940 - Jan Karger, allenatore di pallacanestro ceco
- 1940 - Antonio Mattioli, ex calciatore italiano
- 1940 - Terry McDermott, pattinatore di velocità su ghiaccio statunitense († 2023)
- 1940 - Burhanuddin Rabbani, politico afghano († 2011)
- 1940 - Daniel Rodighiero, ex calciatore francese
- 1940 - Atie Voorbij, nuotatrice olandese († 2024)
- 1941 - Filippo Berselli, politico italiano
- 1941 - Bruno Carluccio, politico italiano
- 1941 - Dale Chihuly, vetraio statunitense
- 1941 - Ray Cullen, hockeista su ghiaccio canadese († 2021)
- 1941 - Douglas Fisher, attore britannico († 2000)
- 1941 - Gerhard Körner, allenatore di calcio e ex calciatore tedesco orientale
- 1941 - Marina Moran, cantante brasiliana
- 1941 - Joseph O'Dell, criminale statunitense († 1997)
- 1941 - Jurij Smoljakov, ex schermidore sovietico
- 1941 - Bruce Stowell, allenatore di calcio e ex calciatore inglese
- 1941 - Philipp Vandenberg, scrittore, giornalista e storico dell'arte tedesco
- 1941 - Gianni Williams, attore e doppiatore italiano († 2012)
- 1942 - Einar Bull, diplomatico norvegese
- 1942 - Rose Francine Rogombé, politica gabonese († 2015)
- 1942 - Daniela Surina, attrice italiana
- 1942 - Gérald Tremblay, politico canadese
- 1942 - Tullio Treves, giurista e magistrato italiano
- 1943 - Sani Abacha, generale e politico nigeriano († 1998)
- 1943 - Vinicio Albanesi, presbitero italiano
- 1943 - Giuseppe Facchetti, giornalista e politico italiano
- 1943 - Luigi Fontanella, poeta, critico letterario e scrittore italiano
- 1943 - Rocco Vito Loreto, politico italiano
- 1943 - Ted Neeley, attore e cantante statunitense
- 1943 - Tommy Nobis, giocatore di football americano statunitense († 2017)
- 1943 - Shinobu Sekine, judoka giapponese († 2018)
- 1943 - George Sharples, calciatore inglese († 2020)
- 1944 - Ottorino Fiore, politico italiano († 2012)
- 1944 - José Eulogio Gárate, ex calciatore spagnolo
- 1944 - Rob Kelvin, conduttore televisivo e giornalista australiano
- 1944 - Paul Madeley, calciatore inglese († 2018)
- 1944 - Giovanni Pirazzini, ex calciatore italiano
- 1944 - Claudio E. A. Pizzi, logico e filosofo italiano
- 1944 - Lambert Verdonk, ex calciatore olandese
- 1945 - Paul Barth, ex judoka tedesco
- 1945 - Torkild Brakstad, allenatore di calcio e calciatore norvegese († 2021)
- 1945 - Claudia Butenuth, attrice tedesca († 2016)
- 1945 - Paolo Capovilla, pittore, regista e attore italiano († 1997)
- 1945 - Maurizio Cucchi, poeta, critico letterario e traduttore italiano
- 1945 - Nicolas Dewalque, ex calciatore belga
- 1945 - Rita Fan, politica hongkonghese
- 1945 - Gulnazar Keldi, poeta e giornalista tagiko († 2020)
- 1945 - Giovanni Latorre, statistico italiano
- 1945 - Joseph Marie Nguyễn Quang Tuyến, vescovo cattolico vietnamita († 2006)
- 1945 - Francisco Rodríguez, pugile venezuelano († 2024)
- 1945 - Laurie Spiegel, compositrice statunitense
- 1946 - Tony Garea, ex wrestler neozelandese
- 1946 - John Mahoney, allenatore di calcio e ex calciatore gallese
- 1946 - Päivi Paunu, cantante finlandese († 2016)
- 1947 - Jairo Arboleda, ex calciatore colombiano
- 1947 - Azzedine Azzouzi, ex mezzofondista algerino
- 1947 - Billy Bang, violinista e compositore statunitense († 2011)
- 1947 - Carlos María Collazzi Irazábal, vescovo cattolico uruguaiano
- 1947 - Steve Gerber, fumettista statunitense († 2008)
- 1947 - Salvatore Maira, regista italiano
- 1947 - Franca Mantelli, attrice italiana
- 1947 - Mia Martini, cantautrice e musicista italiana († 1995)
- 1947 - Roberto Pucci, politico italiano
- 1947 - Victor Zilberman, ex pugile rumeno
- 1948 - Casey Bahr, ex calciatore statunitense
- 1948 - Mahesh Bhatt, regista, sceneggiatore e produttore cinematografico indiano
- 1948 - Joanna Cameron, attrice statunitense († 2021)
- 1948 - Leonard Crofoot, attore statunitense
- 1948 - Pierluigi Frosio, calciatore, allenatore di calcio e dirigente sportivo italiano († 2022)
- 1948 - Jurij Kozin, ex sollevatore sovietico
- 1948 - Frank Richard George Lampard, ex calciatore inglese
- 1948 - Victoria Mallory, attrice e cantante statunitense († 2014)
- 1948 - George R. R. Martin, scrittore, sceneggiatore e produttore televisivo statunitense
- 1948 - Mariano Martínez, ex ciclista su strada spagnolo
- 1948 - Chuck Panozzo, bassista, chitarrista e compositore statunitense
- 1948 - John Panozzo, batterista e compositore statunitense († 1996)
- 1948 - Jozef Rydlo, politico slovacco
- 1948 - Usaia Sotutu, ex mezzofondista e siepista figiano
- 1949 - Mazaly Aguilar, politica spagnola
- 1949 - Sabine Azéma, attrice francese
- 1949 - Carlos Babington, dirigente sportivo, allenatore di calcio e ex calciatore argentino
- 1949 - Jean-Claude Biver, dirigente d'azienda lussemburghese
- 1949 - Anthony Denison, attore statunitense
- 1949 - Miguel Ferreira Pereira, ex calciatore brasiliano
- 1949 - Letizia Triches, scrittrice e storica dell'arte italiana
- 1949 - Carol Waller, dirigente sportiva e ex calciatrice neozelandese
- 1950 - Loredana Bertè, cantante, attrice e ex ballerina italiana
- 1950 - Matt Blair, giocatore di football americano statunitense († 2020)
- 1950 - James Blaylock, scrittore statunitense
- 1950 - Nadia Cavalera, poetessa, giornalista e scrittrice italiana
- 1950 - Šamil' Chisamutdinov, ex lottatore sovietico
- 1950 - Gábor Csapó, pallanuotista ungherese († 2022)
- 1950 - Lorenzo Diana, politico italiano
- 1950 - Daria Galateria, scrittrice, francesista e traduttrice italiana
- 1950 - José Luís Jesus, politico e diplomatico capoverdiano
- 1950 - Angela Mao, attrice e artista marziale taiwanese
- 1950 - Detlev Peukert, storico tedesco († 1990)
- 1950 - Dave Twardzik, ex cestista, allenatore di pallacanestro e dirigente sportivo statunitense
- 1950 - Hans-Joachim Zillmer, imprenditore e scrittore tedesco
- 1951 - Jane Barkman, ex nuotatrice statunitense
- 1951 - Michele Bucci, fantino italiano
- 1951 - Miroslav Gajdůsek, ex calciatore cecoslovacco
- 1951 - Guy Lafleur, hockeista su ghiaccio canadese († 2022)
- 1951 - Predrag Manojlović, pallanuotista jugoslavo († 2014)
- 1951 - Javier Marías, scrittore, traduttore e giornalista spagnolo († 2022)
- 1951 - David McCalden, politico britannico († 1990)
- 1951 - Rudolf Seliger, ex calciatore tedesco
- 1951 - Kazuo Ueda, economista giapponese
- 1951 - Greg Valentine, ex wrestler statunitense
- 1952 - Antonio Barbieri, politico italiano
- 1952 - Biagio Barone, attore italiano
- 1952 - Michl Ebner, politico e editore italiano
- 1952 - Randy Grossman, ex giocatore di football americano statunitense
- 1952 - Grażyna Rabsztyn, ex ostacolista polacca
- 1952 - Manuel Zelaya, politico honduregno
- 1953 - Evans Bentivogli, dirigente sportivo italiano († 2013)
- 1953 - Farès Bousdira, ex calciatore francese
- 1953 - Renato Curi, calciatore italiano († 1977)
- 1953 - Arthur Joffé, regista, sceneggiatore e attore francese
- 1953 - Jeff Jones, bassista canadese
- 1953 - Lele Melotti, batterista italiano
- 1953 - Józef Młynarczyk, ex calciatore polacco
- 1953 - Harald Seifert, bobbista tedesco
- 1953 - Sian Thomas, attrice britannica
- 1953 - Francisco Vidal, politico cileno
- 1953 - Joe Waters, allenatore di calcio e ex calciatore irlandese
- 1954 - Lloyd Blankfein, banchiere statunitense
- 1954 - Vito Fabris, cestista italiano († 2021)
- 1954 - Henry Samueli, imprenditore, informatico e filantropo statunitense
- 1954 - Silu Seppälä, musicista e attore finlandese
- 1954 - Barbara Stevens, allenatrice di pallacanestro statunitense
- 1954 - Peter White, musicista britannico
- 1955 - Attilio Bolzoni, giornalista italiano
- 1955 - Betsy Brantley, attrice e cantante statunitense
- 1955 - Viki Fleckenstein, ex sciatrice alpina statunitense
- 1955 - David Haig, attore e cantante britannico
- 1955 - Silvio Leonard, ex velocista cubano
- 1955 - Haim Moshe, cantante israeliano
- 1955 - Steve Powell, ex calciatore e allenatore di calcio inglese
- 1956 - Gary Cole, attore statunitense
- 1956 - Steve Coleman, sassofonista e compositore statunitense
- 1956 - John Harle, sassofonista e compositore inglese
- 1956 - Debbi Morgan, attrice statunitense
- 1956 - Cyril Neveu, pilota motociclistico francese
- 1956 - Giancarlo Pasinato, allenatore di calcio e ex calciatore italiano
- 1956 - Catherine Russell, cantante statunitense
- 1956 - Elisabeth Theurer, cavallerizza austriaca
- 1956 - Svein Inge Valvik, ex discobolo norvegese
- 1957 - Gaspare Bernardi, cantautore e poeta italiano
- 1957 - Eliseo Branca, ex rugbista a 15 e allenatore di rugby a 15 argentino
- 1957 - Antonio Ferrari, disc jockey italiano
- 1957 - Michael Hurst, attore e regista neozelandese
- 1957 - Antonio Infuso, giornalista e scrittore italiano
- 1957 - Jonte Karlsson, ex cestista e allenatore di pallacanestro svedese
- 1957 - Carl Lang, politico francese
- 1957 - Volodymyr Tkačenko, ex cestista sovietico
- 1958 - Youssef Al-Suwayed, ex calciatore kuwaitiano
- 1958 - Arn Anderson, ex wrestler statunitense
- 1958 - Ursula Burns, manager statunitense
- 1958 - Ángel Cruz, cestista portoricano
- 1958 - Mychael Danna, compositore e musicista canadese
- 1958 - Ghassan Massoud, attore siriano
- 1958 - Norbert Meier, allenatore di calcio e ex calciatore tedesco
- 1958 - Fortunato Morrone, arcivescovo cattolico italiano
- 1958 - Thomas Ohlsson, ex canoista svedese
- 1958 - David Overstreet, giocatore di football americano statunitense († 1984)
- 1958 - Valentin Rajčev, ex lottatore bulgaro
- 1958 - Anton Steiner, ex sciatore alpino austriaco
- 1958 - Arturo Tallini, chitarrista italiano
- 1958 - Remigijus Valiulis, velocista sovietico († 2023)
- 1959 - Joseph Alessi, trombonista e insegnante statunitense
- 1959 - Paolo Azzi, ex schermidore e dirigente sportivo italiano
- 1959 - Felice Cimatti, filosofo italiano
- 1959 - José Milton Melgar, ex calciatore boliviano
- 1959 - Maribel Ripoll, attrice spagnola
- 1959 - Lesley Thompson, canottiera canadese
- 1960 - John Oliver Barres, vescovo cattolico statunitense
- 1960 - Alice Brown, ex velocista statunitense
- 1960 - Umberto Cappelletti, ex cestista italiano
- 1960 - Giacomo Del Mauro, ginnasta e pallamanista italiano († 1987)
- 1960 - Alexander Famulla, ex calciatore polacco
- 1960 - Jim Johnstone, ex cestista statunitense
- 1960 - Toshiyuki Kamioka, direttore d'orchestra e pianista giapponese
- 1960 - Nathalie Léger, scrittrice francese
- 1960 - James Pawelczyk, ex astronauta statunitense
- 1960 - Peter Phelps, attore australiano
- 1960 - Rossy, cantante, musicista e polistrumentista malgascio
- 1960 - Márcio Rossini, allenatore di calcio e ex calciatore brasiliano
- 1960 - Roberto Rosso, politico e avvocato italiano
- 1960 - Adriano Vianello, drammaturgo, regista teatrale e autore televisivo italiano († 2009)
- 1961 - Paolo Beltraminelli, politico svizzero
- 1961 - James Colby, attore statunitense († 2018)
- 1961 - Antonella Faggi, politica italiana
- 1961 - Roberto Genuin, religioso italiano
- 1961 - Erwin Koeman, allenatore di calcio e ex calciatore olandese
- 1961 - Bettina Pfleiderer, medica e chimica tedesca
- 1961 - Filippo Piccone, politico italiano
- 1962 - Jim Al-Khalili, fisico e divulgatore scientifico britannico
- 1962 - Gianluca Becuzzi, musicista e compositore italiano
- 1962 - Vittorio De Angelis, doppiatore, dialoghista e direttore del doppiaggio italiano († 2015)
- 1962 - Jean-Louis Garcia, allenatore di calcio e ex calciatore francese
- 1962 - Frank Luypaert, allenatore di calcio a 5 e ex giocatore di calcio a 5 belga
- 1962 - Federico Paghi, ex hockeista su pista e allenatore di hockey su pista italiano
- 1962 - Miguel Ángel Pesce, economista argentino
- 1962 - Patrizia Salerno, doppiatrice italiana
- 1962 - Ayşegül İşsever, attrice turca
- 1963 - George Aaron, cantante italiano
- 1963 - Cristina Bignardi, attrice italiana
- 1963 - Sergio Bufarini, ex calciatore argentino
- 1963 - Luca Valerio Camerano, dirigente d'azienda italiano
- 1963 - Richard Hill, allenatore di calcio e ex calciatore inglese
- 1963 - Alex Jordan, attrice pornografica statunitense († 1995)
- 1963 - Robert LaSardo, attore statunitense
- 1963 - Udo Mark, pilota motociclistico tedesco
- 1963 - Rod McCall, ex rugbista a 15 e dirigente sportivo australiano
- 1963 - Néstor Mora, ciclista su strada colombiano († 1995)
- 1963 - Samira Munir, politica norvegese († 2005)
- 1963 - Joseph O'Connor, scrittore irlandese
- 1963 - Yumiko Ōno, ex cestista giapponese
- 1963 - Mineho Ozaki, ex atleta paralimpico giapponese
- 1963 - Carlo Pratichetti, ex rugbista a 15 e allenatore di rugby a 15 italiano
- 1963 - Omar Alberto Sánchez Cubillos, arcivescovo cattolico colombiano
- 1964 - Ken Barlow, ex cestista statunitense
- 1964 - Paolo Caldarella, pallanuotista italiano († 1993)
- 1964 - Luis Avelino Ceballos, ex calciatore cileno
- 1964 - Maggie Cheung, attrice e modella hongkonghese
- 1964 - Mats Ericson, ex sciatore alpino svedese
- 1964 - Vik Foxx, batterista statunitense
- 1964 - Antonio Iovine, mafioso e collaboratore di giustizia italiano
- 1964 - Kazuma Kaneko, disegnatore e artista giapponese
- 1965 - Álvaro Cervera, allenatore di calcio e ex calciatore spagnolo
- 1965 - José Cobo Cano, cardinale e arcivescovo cattolico spagnolo
- 1965 - Khaled Hourani, artista, critico letterario e scrittore palestinese
- 1965 - Poul-Erik Høyer Larsen, ex giocatore di badminton danese
- 1965 - Georgia Lepore, attrice, doppiatrice e direttrice del doppiaggio italiana
- 1965 - Silvio Picci, ex calciatore italiano
- 1965 - Asqar Qojabergenov, ex calciatore kazako
- 1965 - Robert Rusler, attore statunitense
- 1965 - Tsutomu Takahashi, fumettista giapponese
- 1966 - Nuno Bettencourt, chitarrista portoghese
- 1966 - Niki Caro, regista e sceneggiatrice neozelandese
- 1966 - Amy Farrington, attrice e modella statunitense
- 1966 - Nicolò Fragile, pianista, compositore e arrangiatore italiano
- 1966 - Douglas Gordon, artista scozzese
- 1966 - Lee Hall, drammaturgo, sceneggiatore e librettista britannico
- 1966 - Michael Knörr, ex cestista tedesco
- 1966 - Emanuela Maccarani, ex ginnasta, allenatrice di ginnastica ritmica e dirigente sportiva italiana
- 1966 - Claudia Muzii, attrice italiana
- 1966 - Cheryl Reeve, ex cestista e allenatrice di pallacanestro statunitense
- 1966 - João Pedro Rodrigues, regista portoghese
- 1966 - Thomas Seeliger, allenatore di calcio, dirigente sportivo e ex calciatore tedesco
- 1966 - Riss, fumettista e disegnatore francese
- 1967 - Elena Desderi, ex fondista italiana
- 1967 - Craig Forrest, ex calciatore canadese
- 1967 - Kristen Johnston, attrice statunitense
- 1967 - Jason Moran, mafioso australiano († 2003)
- 1967 - Joe Murray, ex cestista statunitense
- 1967 - Matthew Nelson, cantante statunitense
- 1967 - Alessandro Orlowski, regista italiano
- 1967 - Andrej Teterjuk, ex ciclista su strada kazako
- 1968 - Kylie Auldist, cantante australiana
- 1968 - Chen Jing, tennistavolista taiwanese
- 1968 - André Cruz, ex calciatore brasiliano
- 1968 - Daniele D'Odorico, imprenditore italiano
- 1968 - Rubén Gallego, scrittore russo
- 1968 - Chiara Maria Gemma, politica italiana
- 1968 - Ralf Hauptmann, ex calciatore tedesco orientale
- 1968 - Van Jones, avvocato, scrittore e attivista statunitense
- 1968 - Miro Kovač, storico, diplomatico e politico croato
- 1968 - Antonio La Torre Giordano, storico del cinema, critico cinematografico e saggista italiano
- 1968 - Síofra O'Leary, giudice irlandese
- 1968 - Néstor Ortiz, ex calciatore colombiano
- 1968 - Leah Pinsent, attrice canadese
- 1968 - Monchi, dirigente sportivo e ex calciatore spagnolo
- 1968 - Gian Franco Saba, arcivescovo cattolico italiano
- 1968 - Ben Shepherd, bassista statunitense
- 1968 - Nicola Siri, attore italiano
- 1968 - Chad Stahelski, stuntman, attore e regista statunitense
- 1968 - Eric Turner, giocatore di football americano statunitense († 2000)
- 1968 - Peter Wirnsberger II, sciatore alpino austriaco († 1992)
- 1969 - Richard Akiana, ex calciatore congolese (Repubblica del Congo)
- 1969 - Davor Dujmović, attore bosniaco († 1999)
- 1969 - Emiliano González, ex calciatore andorrano
- 1969 - Karri Hietamäki, ex fondista finlandese
- 1969 - Stefan Horngacher, ex saltatore con gli sci austriaco
- 1969 - Christian Karlsson, ex calciatore svedese
- 1969 - Sage Kirkpatrick, attrice ceca
- 1969 - Joel Kosche, chitarrista statunitense
- 1969 - Megumi Kudo, personaggio televisivo e ex wrestler giapponese
- 1969 - Andrea Moneta, carabiniere italiano († 1991)
- 1969 - Kelvin Mutale, calciatore zambiano († 1993)
- 1969 - Hubert Suda, ex calciatore maltese
- 1969 - Jesper Thygesen, ex calciatore danese
- 1969 - Richard Witschge, allenatore di calcio e ex calciatore olandese
- 1970 - Auro Bulbarelli, giornalista, telecronista sportivo e dirigente pubblico italiano
- 1970 - John Copeland, ex giocatore di football americano statunitense
- 1970 - Mathias Cormann, politico e diplomatico australiano
- 1970 - Nicola Da Rin, ex hockeista su ghiaccio e allenatore di hockey su ghiaccio italiano
- 1970 - Megan Dodds, attrice statunitense
- 1970 - Beat Grögli, vescovo cattolico svizzero
- 1970 - Massimiliano Mannucci, astronomo italiano
- 1970 - Kaya Matsutani, doppiatrice giapponese
- 1970 - Élisabeth Moreno, dirigente d'azienda e politica francese
- 1970 - David Nainkin, allenatore di tennis e ex tennista sudafricano
- 1970 - Gert Verheyen, allenatore di calcio e ex calciatore belga
- 1971 - Todd Blackadder, ex rugbista a 15 e allenatore di rugby a 15 neozelandese
- 1971 - Paolo Cristallini, dirigente sportivo e ex calciatore italiano
- 1971 - Masashi Hamauzu, compositore giapponese
- 1971 - Stéphane Heulot, dirigente sportivo e ex ciclista su strada francese
- 1971 - Henrik Larsson, allenatore di calcio e ex calciatore svedese
- 1971 - Michael Öhrman, ex calciatore svedese
- 1971 - João Pedro Pais, cantante portoghese
- 1971 - Juan Carlos Prieto, ex atleta paralimpico spagnolo
- 1971 - Sin With Sebastian, cantante e musicista tedesco
- 1971 - Michela Suppo, ex tiratrice a segno italiana
- 1971 - Fatmir Vata, allenatore di calcio e ex calciatore albanese
- 1972 - Henning Baum, attore tedesco
- 1972 - Lázaro Borrell, ex cestista cubano
- 1972 - Scott Bowen, ex rugbista a 15 e allenatore di rugby a 15 australiano
- 1972 - Eddie Casiano, allenatore di pallacanestro e ex cestista portoricano
- 1972 - Francesco Costantino, ex lottatore italiano
- 1972 - Jonathan Gottschall, saggista statunitense
- 1972 - Stefania Guglielmino, ex calciatrice italiana
- 1972 - Giovanni Guidetti, allenatore di pallavolo italiano
- 1972 - Glenn Arne Hansen, ex calciatore norvegese
- 1972 - Vance Joseph, ex giocatore di football americano e allenatore di football americano statunitense
- 1972 - Meg, cantautrice e produttrice discografica italiana
- 1972 - Hom Nguyen, pittore francese
- 1972 - Godwin Okpara, ex calciatore nigeriano
- 1972 - Victor Ponta, politico rumeno
- 1972 - Ramon Tribulietx, allenatore di calcio e ex calciatore spagnolo
- 1973 - Rogério Santana Alves, ex giocatore di calcio a 5 brasiliano
- 1973 - Todd Boehly, imprenditore statunitense
- 1973 - Susan Duerden, attrice britannica
- 1973 - Silvio Garay, ex calciatore paraguaiano
- 1973 - Miroslav Hýll, ex calciatore slovacco
- 1973 - Andrej Kivilëv, ciclista su strada kazako († 2003)
- 1973 - Mkhitar Manukyan, ex lottatore armeno
- 1973 - Radek Onderka, ex calciatore ceco
- 1973 - Jo Pavey, mezzofondista britannica
- 1973 - Olaf Pollack, ex ciclista su strada, pistard e dirigente sportivo tedesco
- 1973 - Tom Root, sceneggiatore, produttore televisivo e doppiatore statunitense
- 1973 - Esham, rapper statunitense
- 1974 - Karina Aznavurjan, schermitrice russa
- 1974 - Adriano Gerlin da Silva, ex calciatore e dirigente sportivo brasiliano
- 1974 - Valen Hsu, cantante e compositrice taiwanese
- 1974 - Julian Joachim, ex calciatore inglese
- 1974 - Emilio Viqueira, dirigente sportivo e ex calciatore spagnolo
- 1974 - Hanya Yanagihara, scrittrice e giornalista statunitense
- 1974 - Katja Lel', cantante russa
- 1975 - Asia Argento, attrice, regista e musicista italiana
- 1975 - Moon Bloodgood, attrice, ex ballerina e ex modella statunitense
- 1975 - Manolo Caro, regista, sceneggiatore e produttore cinematografico messicano
- 1975 - Jimmy Fialdini, ex calciatore italiano
- 1975 - Hannibal Gheddafi, politico libico
- 1975 - Duccio Innocenti, allenatore di calcio e ex calciatore italiano
- 1975 - Juan Pablo Montoya, pilota automobilistico colombiano
- 1975 - Joe Roff, ex rugbista a 15 australiano
- 1975 - Gianluca Savoldi, allenatore di calcio e ex calciatore italiano
- 1975 - Thorsten Schmitt, ex combinatista nordico tedesco
- 1975 - Stefania Segnana, politica italiana
- 1975 - Wes Unseld, allenatore di pallacanestro statunitense
- 1976 - Jon Bernthal, attore statunitense
- 1976 - Agata Buzek, modella e attrice polacca
- 1976 - Angela Colmellere, politica italiana
- 1976 - Ainsley Earhardt, personaggio televisivo e scrittrice statunitense
- 1976 - Ryan Fleck, regista e sceneggiatore statunitense
- 1976 - Peter Graulund, ex calciatore danese
- 1976 - Maximilian Grill, attore tedesco
- 1976 - Yui Horie, cantante e doppiatrice giapponese
- 1976 - Nelson Morales, ex calciatore guatemalteco
- 1976 - Enuka Okuma, attrice canadese
- 1976 - Camilla Rutherford, attrice e modella britannica
- 1976 - Denis Šefik, pallanuotista serbo
- 1976 - Takao Suzuki, ex tennista giapponese
- 1976 - Abdelkader Zrouri, taekwondoka marocchino
- 1977 - Namie Amuro, cantante, ballerina e attrice giapponese
- 1977 - Germán Bustos, ex rugbista a 15 argentino
- 1977 - Richard Cresswell, allenatore di calcio e ex calciatore inglese
- 1977 - Iván Guillauma, ex calciatore uruguaiano
- 1977 - Jon Inge Høiland, ex calciatore norvegese
- 1977 - Monty Mack, ex cestista statunitense
- 1977 - Stefani Miglioranzi, ex calciatore brasiliano
- 1977 - Elkin Murillo, ex calciatore colombiano
- 1977 - Sampo Terho, politico finlandese
- 1977 - The-Dream, cantautore e produttore discografico statunitense
- 1977 - Róbert Waltner, allenatore di calcio e ex calciatore ungherese
- 1978 - Martin Abraham, ex calciatore ceco
- 1978 - Jason Bay, ex giocatore di baseball canadese
- 1978 - Julien Bonnaire, ex rugbista a 15 francese
- 1978 - Mansour Boutabout, ex calciatore algerino
- 1978 - Patrizio Buanne, cantante italiano
- 1978 - César Díaz, regista, sceneggiatore e direttore della fotografia guatemalteco
- 1978 - Andrea Facchin, canoista italiano
- 1978 - Dan Gillespie Sells, cantante, musicista e compositore britannico
- 1978 - Sarit Hadad, cantante israeliana
- 1978 - Dante Hall, ex giocatore di football americano statunitense
- 1978 - Jean Prahm, ex bobbista statunitense
- 1978 - Tatsuhiko Takimoto, scrittore giapponese
- 1978 - Charlie Weber, attore e modello statunitense
- 1978 - Craig Ziadie, ex calciatore statunitense
- 1979 - Simona Albertazzi, ex cestista italiana
- 1979 - Francesca Biral, ex cestista italiana
- 1979 - Sean Davis, ex calciatore inglese
- 1979 - Paul Ifill, ex calciatore inglese
- 1979 - Lars Jacobsen, allenatore di calcio e ex calciatore danese
- 1979 - Atsushi Ōkubo, fumettista giapponese
- 1979 - Damien Ryan, ex cestista australiano
- 1979 - Alëna Sid'ko, ex fondista russa
- 1979 - Chris Tardio, attore statunitense
- 1980 - Erick Acevedo, ex giocatore di calcio a 5 guatemalteco
- 1980 - Ademar Tavares Júnior, ex calciatore brasiliano
- 1980 - Euridice Axen, attrice italiana
- 1980 - Mariacarla Boscono, supermodella e attrice teatrale italiana
- 1980 - Ryan Donowho, attore e musicista statunitense
- 1980 - Vaughn Gittin, pilota automobilistico statunitense
- 1980 - Łukasz Kadziewicz, ex pallavolista polacco
- 1980 - Vladimir Karpec, ex ciclista su strada e pistard russo
- 1980 - Robert Koren, allenatore di calcio e ex calciatore sloveno
- 1980 - Gustav Larsson, ex ciclista su strada svedese
- 1980 - Mechelle Lewis, velocista statunitense
- 1980 - Yung Joc, rapper statunitense
- 1980 - Judith Schalansky, scrittrice tedesca
- 1980 - Luc Thimmesch, ex calciatore lussemburghese
- 1980 - Vladimir Torbica, allenatore di calcio e ex calciatore serbo
- 1980 - Igor Vori, allenatore di pallamano, dirigente sportivo e ex pallamanista croato
- 1980 - Madison Young, ex attrice pornografica, regista e scrittrice statunitense
- 1981 - Mandy Bruno, attrice statunitense
- 1981 - Joanie Dodds, modella statunitense
- 1981 - Motoyuki Hirai, ex giocatore di football americano giapponese
- 1981 - Danti, rapper e cantautore italiano
- 1981 - Feliciano López, ex tennista spagnolo
- 1981 - Ivica Majstorović, ex calciatore tedesco
- 1981 - Siegfried Mureșan, politico e economista rumeno
- 1981 - Crystle Stewart, modella statunitense
- 1982 - Sam Adegoke, attore nigeriano
- 1982 - Valērijs Afanasjevs, ex calciatore lettone
- 1982 - Guillermo Araújo, ex cestista paraguaiano
- 1982 - Mathew Belcher, velista australiano
- 1982 - Aaron Burkart, pilota di rally tedesco
- 1982 - Daniella Evangelista, attrice canadese
- 1982 - Michael Fitchett, ex cestista e allenatore di pallacanestro neozelandese
- 1982 - Nils Frahm, compositore tedesco
- 1982 - Andrea Garghella, pallavolista italiano
- 1982 - Marco Gaspari, allenatore di pallavolo italiano
- 1982 - Giua, cantautrice e chitarrista italiana
- 1982 - Hu Ge, attore e cantante cinese
- 1982 - Michael Koryta, scrittore, giornalista e investigatore privato statunitense
- 1982 - Sofia Lundgren, ex calciatrice svedese
- 1982 - Inna Osypenko, canoista ucraina
- 1982 - Jessica Pimentel, attrice e musicista statunitense
- 1982 - Karim Qqru, batterista, produttore discografico e compositore italiano
- 1982 - Peter Strodl, ex sciatore alpino tedesco
- 1983 - Jessica Alonso, ex pallamanista spagnola
- 1983 - Landry Bonnefoi, ex calciatore francese
- 1983 - Dalia Contreras, taekwondoka venezuelana
- 1983 - Edy Ganem, attrice statunitense
- 1983 - Jérémy Gavanon, ex calciatore francese
- 1983 - Olivia Grant, attrice britannica
- 1983 - Paul Hayes, ex calciatore inglese
- 1983 - Yuna Ito, cantante statunitense
- 1983 - Grzegorz Kasprzik, ex calciatore polacco
- 1983 - Carlos Lima, ex calciatore capoverdiano
- 1983 - Sancho Lyttle, ex cestista sanvincentina
- 1983 - Francesco Mura, politico italiano
- 1983 - Lewon Pačaǰyan, ex calciatore armeno
- 1983 - Joël Retornaz, giocatore di curling italiano
- 1983 - Nayuri Rivero, ex calciatore cubano
- 1983 - Clara Sanchez, ex pistard francese
- 1983 - Brook Sykes, attore australiano
- 1983 - Doug Thomas, ex cestista statunitense
- 1983 - Jonathan Walters, ex calciatore irlandese
- 1984 - Nazar, rapper iraniano
- 1984 - Brendan Bellomo, regista, sceneggiatore e produttore cinematografico statunitense
- 1984 - Élodie Bollée, attrice francese
- 1984 - Jessie Colón, pallavolista portoricano
- 1984 - Carlos Discua, calciatore honduregno
- 1984 - Ali Doraghi, cestista iraniano
- 1984 - Silvestre Ekolo, ex calciatore equatoguineano
- 1984 - Morgana Giovannetti, attrice, annunciatrice televisiva e imitatrice italiana
- 1984 - Dean Israelite, regista e sceneggiatore sudafricano
- 1984 - Edward William Johnson, ex calciatore inglese
- 1984 - Brian Joubert, ex pattinatore artistico su ghiaccio francese
- 1984 - Tomasz Kaczmarek, allenatore di calcio polacco
- 1984 - Gianfranco Labarthe, ex calciatore peruviano
- 1984 - Hólmfríður Magnúsdóttir, calciatrice islandese
- 1984 - Andrei Pacheco, calciatore trinidadiano
- 1984 - Belén Rodríguez, modella, conduttrice televisiva e showgirl argentina
- 1984 - Serhij Staren'kyj, calciatore ucraino
- 1984 - Lars Vaular, rapper norvegese
- 1984 - Ben Weekes, tennista australiano
- 1985 - Loubna Abidar, attrice marocchina
- 1985 - Ademir, ex calciatore brasiliano
- 1985 - Jairo Arreola, ex calciatore guatemalteco
- 1985 - Matteo Bonini, pilota motociclistico italiano
- 1985 - Marco Casadei, calciatore sammarinese
- 1985 - Tessanne Chin, cantautrice giamaicana
- 1985 - Ian Desmond, giocatore di baseball statunitense
- 1985 - Vadzim Dzemidovič, ex calciatore bielorusso
- 1985 - Óscar Hinks, giocatore di calcio a 5 panamense
- 1985 - Sarah Kaufman, artista marziale misto canadese
- 1985 - Sven Knipphals, velocista tedesco
- 1985 - Silvia Marangoni, ex pattinatrice di figura in-line italiana
- 1985 - Abou Maïga, calciatore beninese
- 1985 - Nicolai Pfeffer, clarinettista, editore musicale e insegnante tedesco
- 1985 - Anastasija Samusevič, pentatleta bielorussa
- 1985 - David Stockdale, ex calciatore inglese
- 1985 - Ronald Zubar, ex calciatore francese
- 1986 - Cristian Ansaldi, ex calciatore argentino
- 1986 - Farhad Bitani, scrittore afghano
- 1986 - Cédric Cambon, ex calciatore francese
- 1986 - Courtney Fells, cestista statunitense
- 1986 - Aldis Hodge, attore statunitense
- 1986 - İbrahim Kaş, ex calciatore turco
- 1986 - Alessio Isaia, giocatore di poker italiano
- 1986 - Justin Jules, ciclista su strada francese
- 1986 - Nurtas Kwrgwlïn, calciatore kazako
- 1986 - Li Zhe, tennista cinese
- 1986 - Pablo de Lucas, ex calciatore spagnolo
- 1986 - Alexandra Putra, nuotatrice francese
- 1986 - A.J. Ramos, giocatore di baseball statunitense
- 1986 - Diego Armando Maradona Junior, ex giocatore di beach soccer italiano
- 1986 - Kevin Thomas, giocatore di football americano statunitense
- 1987 - Davy Claude Angan, ex calciatore ivoriano
- 1987 - Nikola Gaćeša, cestista serbo
- 1987 - Francesco Gergati, ex cestista italiano
- 1987 - Vouria Ghafouri, ex calciatore iraniano
- 1987 - Reza Ghoochannejhad, ex calciatore iraniano
- 1987 - Justin Grioli, calciatore maltese
- 1987 - Sergio Kindle, giocatore di football americano statunitense
- 1987 - T.J. Lang, ex giocatore di football americano statunitense
- 1987 - Yohan Le Berre, triatleta francese
- 1987 - Biljal Machov, lottatore e artista marziale misto russo
- 1987 - Deon McCaulay, calciatore beliziano
- 1987 - Gabriele Moroni, arrampicatore italiano
- 1987 - Sarah Natochenny, attrice, modella e montatrice statunitense
- 1987 - Anna O'Byrne, attrice teatrale e soprano australiana
- 1987 - Hélder Pelembe, calciatore mozambicano
- 1987 - Alex Pullin, snowboarder australiano († 2020)
- 1987 - Ol'ha Savčuk, allenatrice di tennis e ex tennista ucraina
- 1987 - Franko Škugor, tennista croato
- 1987 - Ga-in, cantante, ballerina e attrice sudcoreana
- 1987 - Corinne Vanier, ex tennista francese
- 1987 - Sergej Vodop'janov, pugile russo
- 1988 - Sergej Bobrovskij, hockeista su ghiaccio russo
- 1988 - Franjo Bubalo, ex cestista croato
- 1988 - Dounia Coesens, attrice e modella francese
- 1988 - Coby Fleener, giocatore di football americano statunitense
- 1988 - Thomas Fröschl, calciatore austriaco
- 1988 - Joackim Jørgensen, calciatore norvegese
- 1988 - Jambıl Kökeyev, calciatore kazako
- 1988 - Oleksandr Kol'čenko, cestista moldavo
- 1988 - Fabrício Mafuta, calciatore angolano
- 1988 - Chabib Nurmagomedov, artista marziale misto russo
- 1988 - Dino Pita, cestista svedese
- 1988 - Angie Thomas, scrittrice statunitense
- 1988 - Maurício dos Santos Nascimento, calciatore brasiliano
- 1989 - Alfredo Balloni, ex ciclista su strada italiano
- 1989 - Aida Bauzá, ex pallavolista portoricana
- 1989 - Thomas Bergmann, calciatore austriaco
- 1989 - Madalena Félix, ex cestista angolana
- 1989 - Stefano Gentile, cestista italiano
- 1989 - Tiffany Hayes, cestista statunitense
- 1989 - Malachi Kirby, attore britannico
- 1989 - Paula Klamburg, sincronetta spagnola
- 1989 - Andrej Martin, tennista slovacco
- 1989 - Ethan Page, wrestler canadese
- 1989 - Isaiah Philmore, cestista statunitense
- 1989 - Martín Sebastián Rodríguez, calciatore uruguaiano
- 1989 - Pietro Roman, cavaliere italiano
- 1989 - Joe Smith Jr., pugile statunitense
- 1989 - Ysis Sonkeng, calciatrice camerunese
- 1989 - Hannes Stofner, hockeista su ghiaccio italiano
- 1989 - Saša Tomanović, calciatore serbo
- 1989 - EJ Woods, giocatore di football americano statunitense
- 1990 - Yair Bonnin, calciatore argentino
- 1990 - Marilou, cantante canadese
- 1990 - Giacomo Casserini, hockeista su ghiaccio svizzero
- 1990 - Renaldo Dixon, cestista canadese
- 1990 - Pedro Tanausú Domínguez Placeres, calciatore spagnolo
- 1990 - Waylon Francis, calciatore costaricano
- 1990 - Ken Giles, giocatore di baseball statunitense
- 1990 - Ferrakohn Hall, ex cestista statunitense
- 1990 - Donatas Motiejūnas, cestista lituano
- 1990 - Jonas Nay, attore e musicista tedesco
- 1990 - Phillip Phillips, cantautore statunitense
- 1990 - Franz Alice Stern, ingegnere, compositore e disc jockey italiano
- 1990 - John Tavares, hockeista su ghiaccio canadese
- 1990 - Desmond Trufant, giocatore di football americano statunitense
- 1990 - Michael Williams, giocatore di football americano statunitense
- 1991 - Omar Abdulrahman, calciatore saudita
- 1991 - Kelsey-Lee Barber, giavellottista australiana
- 1991 - Maksim Buculjević, pallavolista serbo
- 1991 - Isobel Christiansen, ex calciatrice inglese
- 1991 - Isaac Cofie, calciatore ghanese
- 1991 - Eduardo Rodrigues Souza, ex calciatore brasiliano
- 1991 - Hiago de Oliveira Ramiro, calciatore brasiliano
- 1991 - Carlos Hyde, giocatore di football americano statunitense
- 1991 - Matheus Leoni, calciatore brasiliano
- 1991 - Martin Linnes, calciatore norvegese
- 1991 - Spencer Locke, attrice statunitense
- 1991 - Giannīs Loukinas, calciatore greco
- 1991 - José-Junior Matuwila, calciatore angolano
- 1991 - Martin Milec, calciatore sloveno
- 1991 - Reagy Ofosu, calciatore tedesco
- 1991 - Alejandro Pozuelo, calciatore spagnolo
- 1991 - Marlen Reusser, ciclista su strada svizzera
- 1991 - Whitney Wright, attrice pornografica statunitense
- 1992 - Ondřej Balvín, cestista ceco
- 1992 - Dylan Borlée, velocista belga
- 1992 - Bedopassa Buassat, lottatore guineense
- 1992 - Roberto Correa, calciatore spagnolo
- 1992 - Leul Gebresilase, maratoneta e mezzofondista etiope
- 1992 - Joel Johnson, calciatore spagnolo
- 1992 - Kaleemullah Khan, ex calciatore pakistano
- 1992 - Stefan Panić, calciatore serbo
- 1992 - Peter Prevc, ex saltatore con gli sci sloveno
- 1992 - Safura, cantante e sassofonista azera
- 1992 - Amidu Salifu, ex calciatore ghanese
- 1992 - Ryōgo Yamasaki, calciatore giapponese
- 1992 - Michał Żyro, ex calciatore polacco
- 1993 - Abdullah Al-Enezi, ex calciatore saudita
- 1993 - Kyle Anderson, cestista statunitense
- 1993 - Vartan Bayanduryan, tuffatore armeno
- 1993 - James Denny, tuffatore britannico
- 1993 - Julian Draxler, calciatore tedesco
- 1993 - Arichel Hernández, calciatore cubano
- 1993 - Svetlana Kolesničenko, sincronetta russa
- 1993 - Marvin Vettori, artista marziale misto italiano
- 1994 - Petar Aranitović, cestista serbo
- 1994 - Noelia Bermúdez, calciatrice costaricana
- 1994 - Wallis Day, attrice britannica
- 1994 - Liam Farley, ex cestista statunitense
- 1994 - Brandon Fernandes, calciatore indiano
- 1994 - Rafael Furlan, calciatore brasiliano
- 1994 - Giovanni González, calciatore uruguaiano
- 1994 - Igor' Gorbunov, calciatore russo
- 1994 - Thomas Henry, calciatore francese
- 1994 - Jonathan Jones, giocatore di football americano statunitense
- 1994 - Josh Jones, giocatore di football americano statunitense
- 1994 - Emiliano Lauzi, snowboarder italiano
- 1994 - Sibongiseni Mthethwa, calciatore sudafricano
- 1994 - Dávid Márkvárt, calciatore ungherese
- 1994 - Austin Nichols, ex cestista statunitense
- 1994 - Mathilde Ollivier, attrice e modella francese
- 1994 - Stefan Reichmuth, lottatore svizzero
- 1994 - Daisuke Satō, calciatore filippino
- 1994 - Gökhan Sazdağı, calciatore turco
- 1994 - Mohamadou Sumareh, calciatore gambiano
- 1994 - Jevhen Zaporožec', calciatore ucraino
- 1995 - Jonas Abrahamsen, ciclista su strada norvegese
- 1995 - Melissa Baldera, atleta paralimpica peruviana
- 1995 - Matan Baltaxa, calciatore israeliano
- 1995 - Laura Dekker, velista olandese
- 1995 - Alejandro Grimaldo, calciatore spagnolo
- 1995 - Sammi Hanratty, attrice statunitense
- 1995 - Rob Holding, calciatore inglese
- 1995 - Mikkel Maigaard, calciatore danese
- 1995 - Eric Oelschlägel, calciatore tedesco
- 1995 - Milenko Veljković, cestista serbo
- 1996 - Mohammed Adel Hasan, calciatore bahreinita
- 1996 - Sarah Bacon, tuffatrice statunitense
- 1996 - Federico Baschirotto, calciatore italiano
- 1996 - Dan Glazer, calciatore israeliano
- 1996 - Tanginoa Halaifonua, rugbista a 15 tongano
- 1996 - Hwang In-beom, calciatore sudcoreano
- 1996 - Marlos Moreno, calciatore colombiano
- 1996 - Lena Niang, cestista senegalese
- 1996 - Lauren Page, pallavolista statunitense
- 1996 - Andrés Samurio, calciatore uruguaiano
- 1996 - Matías Sánchez, pallavolista argentino
- 1996 - Jerome Sinclair, ex calciatore inglese
- 1996 - Tay Keith, produttore discografico statunitense
- 1996 - Hernán Tifner, calciatore argentino
- 1996 - Micaya White, pallavolista statunitense
- 1996 - Rifat Žemaletdinov, calciatore russo
- 1997 - Frederic Ananou, calciatore togolese
- 1997 - Tyrie Cleveland, giocatore di football americano statunitense
- 1997 - Lucas Couto, calciatore uruguaiano
- 1997 - Assane Dioussé, calciatore senegalese
- 1997 - Kōnstantinos Doumtsios, calciatore greco
- 1997 - Itamar Einhorn, ciclista su strada e pistard israeliano
- 1997 - Robert Farken, mezzofondista tedesco
- 1997 - Lucas Fernandes, calciatore brasiliano
- 1997 - Alex Güity, calciatore honduregno
- 1997 - Esmiraldo Sá da Silva, calciatore guineense
- 1997 - Cherbel Khouchaba, calciatore neozelandese
- 1997 - Nathan Knight, cestista statunitense
- 1997 - Lee Dong-gyeong, calciatore sudcoreano
- 1997 - Bryan Mendoza, calciatore messicano
- 1997 - Trayvon Mullen, giocatore di football americano statunitense
- 1997 - Cristian Núñez, calciatore paraguaiano
- 1997 - Monique, cantante lituana
- 1997 - Gastón Togni, calciatore argentino
- 1998 - Marco Arop, mezzofondista canadese
- 1998 - Nicolas Barbieri, hockeista su pista italiano
- 1998 - Or Dasa, calciatore israeliano
- 1998 - Grant Delpit, giocatore di football americano statunitense
- 1998 - Trevon Diggs, giocatore di football americano statunitense
- 1998 - Hereda, calciatore brasiliano
- 1998 - Pablo Ibáñez, calciatore spagnolo
- 1998 - Aboubakary Koita, calciatore mauritano
- 1998 - Katleho Makateng, calciatore lesothiano
- 1998 - Khairul Idham Pawi, pilota motociclistico malese
- 1998 - Ilijan Stefanov, calciatore bulgaro
- 1999 - Alessandro Acquarone, pallavolista italiano
- 1999 - Giuliano Alesi, pilota automobilistico francese
- 1999 - Filipe Relvas, calciatore portoghese
- 1999 - Adrien Bongiovanni, calciatore belga
- 1999 - Ingebjørg Saglien Bråten, saltatrice con gli sci norvegese
- 1999 - Pape Habib Guèye, calciatore senegalese
- 1999 - Jeong Woo-yeong, calciatore sudcoreano
- 1999 - Óscar Maydon, cantante messicano
- 1999 - Luke McNally, calciatore irlandese
- 1999 - Ousmane N'Dong, calciatore senegalese
- 1999 - Daniel Oturu, cestista statunitense
- 1999 - Cameron Sample, giocatore di football americano statunitense
- 1999 - Simone Santoro, calciatore italiano
- 1999 - Mariam Toloba, calciatrice e ex giocatrice di calcio a 5 belga
- 1999 - Stan Van Tricht, ciclista su strada belga
- 1999 - Ivan Vrgoč, cestista croato
- 1999 - ZillaKami, rapper e cantautore statunitense
- 2000 - Eduardo Fereira, calciatore venezuelano
- 2000 - Ilaria Ghisalberti, sciatrice alpina italiana
- 2000 - Mathias Jørgensen, calciatore danese
- 2000 - Mark Pabai, calciatore liberiano

## XXI secolo(25)
- 2001 - Federico Burdisso, nuotatore italiano
- 2001 - Johnny Cardoso, calciatore statunitense
- 2001 - Hugo Gonçalves Ferreira Neto, calciatore brasiliano
- 2001 - Téa Lamboray, sciatrice alpina francese
- 2001 - Sakarias Koller Løland, ciclista su strada norvegese
- 2001 - Henry Heroki Mochizuki, calciatore giapponese
- 2001 - Rafael Navarro Leal, calciatore brasiliano
- 2001 - Julia Pereira de Sousa-Mabileau, snowboarder francese
- 2001 - Noah Weißhaupt, calciatore tedesco
- 2002 - Gabriel LaBelle, attore canadese
- 2002 - Yanis Massolin, calciatore francese
- 2002 - Aleksa Matić, calciatore serbo
- 2002 - Arkadiusz Pyrka, calciatore polacco
- 2002 - Johan Rojas, calciatore colombiano
- 2002 - Luca Szűcs, schermitrice ungherese
- 2003 - Suchata Chuangsri, modella thailandese
- 2003 - Thomas Matthew Crooks, criminale statunitense († 2024)
- 2003 - Gora Diouf, calciatore senegalese
- 2003 - Zuzana Maděrová, snowboarder ceca
- 2003 - Oluwafemi Oladejo, giocatore di football americano statunitense
- 2003 - Leanne Wong, ginnasta statunitense
- 2004 - Chiara Fabiano, doppiatrice italiana
- 2004 - Ali Jebeli, nuotatore iraniano
- 2005 - Jason Drucker, attore statunitense
- 2007 - Ban Hyo-jin, tiratrice a segno sudcoreana